# شهرک گلشن اقبال
گلشن تاون (به انگلیسی: Gulshan Town) یک منطقهٔ مسکونی در پاکستان است که در کراچی واقع شده‌است. گلشن تاون ۶۴۶٬۶۶۲ نفر جمعیت دارد.